# 溫徹斯特教區
聖公會溫徹斯特教區（英語：Diocese of Winchester）是英格蘭教會坎特伯雷教省下面的一個教區。成立於676年。
轄區包括漢普郡大部份地區、多塞特郡東部，以及海峽群島，座堂是溫徹斯特座堂，現任主教為弟茂德·戴金。下分為兩個副主教區、兩個會吏長區及十三個會吏區，管理306個堂區。